# Leucania similissima
Leucania similissima är en fjärilsart som beskrevs av Márton Hreblay och Shin-Ichi Yoshimatsu 1996. Leucania similissima ingår i släktet Leucania och familjen nattflyn. Inga underarter finns listade i Catalogue of Life.